# Distretto di Bilchiragh
Il distretto di Bilchiragh è un distretto dell'Afghanistan appartenente alla provincia del Faryab. Viene stimata una popolazione di 50.700  abitanti (dato 2012-13).